# Kaliumarsenaat
Kaliumarsenaat (KH2AsO4) is het kaliumzout van arseenzuur. Dit giftige anorganisch zout bestaat uit een kaliumion (K+) en een waterstofarsenaat-ion (H2AsO4−) en komt voor onder de vorm van een kleurloze vaste stof.

## Synthese
Kaliumarsenaat kan bereid worden uit een reactie van arseenzuur met kaliumhydroxide:
{\displaystyle {\ce {H3AsO4 + KOH -> KH2AsO4 + H2O}}}